# Antônio Branco Lefèvre
Antônio Frederico Branco Lefèvre (São Paulo, 6 de outubro de 1916 — São Paulo, 20 de agosto de 1981) foi um médico neurologista brasileiro. É reconhecido hoje como o pai da neurologia infantil no Brasil.

## Biografia
Nascido na cidade de São Paulo, em 6 de outubro de 1916, cursou a Faculdade de Medicina da Universidade de São Paulo de 1936 a 1941.
Diplomado em 1941 pela Faculdade de Medicina da Universidade de São Paulo, desde 1939 Lefèvre frequentava o Serviço de Neurologia daquela Faculdade, o qual funcionava na Santa Casa de São Paulo, na categoria de estudante-adido.
De 1941 a 1943 verificou Lefèvre que a Neurologia e a Pediatria não seriam suficientes para uma especialidade que lidava com o desenvolvimento do Sistema Nervoso (SN) e julgou importante para sua formação estudar, conhecer também, problemas de ordem psicológica. Por esta razão, viajou para o Rio de Janeiro - naquela época centro cultural e científico da Nação - para assistir ao Curso de Psicologia do Professor André Ombredane - professor francês, também especialista em problemas de linguagem. No mesmo ano matriculou-se no Curso de Psicologia da Faculdade de Filosofia da Santa Casa de São Paulo Universidade do Brasil, curso este de 3 anos, o qual conseguiu completar em um ano. Acompanhou também o referido Prof. Ombredane em trabalhos práticos de Psicologia nos Grupos escolares da Prefeitura do Rio de Janeiro, bem como no estudo dos distúrbios de linguagem e da palavra escrita e falada, no Instituto Nacional de Surdos-Mudos, demonstrando seu interesse pelo desenvolvimento mental da criança. Nesse mesmo ano assistiu a um Curso de Psicodiagnóstico de Rorschach - ministrado pelo Prof. José Leme Lopes - na Faculdade Nacional de Medicina, além de um Curso de Neurologia Pediátrica, inicialmente ministrado pelos Profs. Ary Borges Fortes e Martagão Gesteira, em São Paulo.
De 1945 a 1950 Lefèvre retornou a São Paulo e integrou a equipe de neurologistas da FMUSP, então já instalada, desde 1945 no atual Hospital das Clínicas. E, é nesta data - 1950 - que a Neurologia Infantil toma foros de especialidade, verdadeiramente científica, quando Lefèvre apresenta suas duas teses, a saber:
A tese de Doutoramento - versando sobre "Contribuição para o estudo da patologia da afasia em crianças" - tese esta de repercussão internacional pois foi pioneira no assunto, tanto que foi citada nos trabalhos sobre distúrbios da linguagem por Hécaen e Lenneberg, eminentes especialistas no assunto.
A tese de Docência-Livre, versando sobre "Contribuição para padronização do exame neurológico do recém-nascido normal" - obra que antecedeu em dois anos a obra de André-Thomas e Saint-Anne Dargassies; várias manobras e sinais atribuídos a esses pediatras franceses, na realidade, foram primeiramente descritos por Lefèvre. É necessário que se aponte a opinião de um dos maiores semiologistas americanos da época - Wartenberg - que ao receber o resumo em inglês da tese de Lefèvre refere-se elogiosamente acentuando a monumentalidade do exame neurológico do recém-nascido de Lefèvre.
O reconhecimento de Lefèvre como fundador da neurologia infantil no Brasil se deu desde os primeiros anos de êxito de sua atividade. Em 1967, ao apresentar memorial se candidatando ao cargo de professor da disciplina de Clínica Neurológica Infantil isto fica evidente. A comissão examinadora, composta de Adherbal P.M. Tolosa, Paulo Pinto Pupo, Oswaldo Lange, Fernando de Oliveira Bastos e Horácio Martins Canelas, por unanimidade aprovou o candidato, concluindo seu relatório com as seguintes palavras: 'Tendo analisado atentamente o currículo apresentado pelo Dr. Antônio Frederico Branco Lefèvre e comprovada a extensão e o relevo da Escola de Neuropediatria de que é legítimo fundador…" e termina por credenciá-lo ao cargo.
A partir da década de 1960, dedica-se também a uma linha de pesquisas buscando quantificar a semiologia da infância, dando origem ao Exame Neurológico Evolutivo, padronizado com sua equipe nas diversas faixas etárias.
Faleceu em 20 de agosto de 1981 após ter se submetido a uma cirurgia cardíaca no Hospital das Clínicas.

## Lefèvre e as Sociedades Médicas
Em 1967 um grupo de Neurologistas e Psiquiatras Infantis reuniram-se na residência do Prof. Lefèvre e fundaram a Associação Brasileira de Neuropsiquiatria Infantil (hoje Associação Brasileira de Neurologia e Psiquiatria Infantil), a qual encetou a luta pelos títulos de especialistas de ambas especialidades. Seus esforços foram reconhecidos e em 1980 a Academia Brasileira de Neurologia reconheceu o Título de Especialista de Neurologia Infantil, por meio da Associação Médica Brasileira.
Em 1962 Lefèvre foi Presidente do Departamento de Neurologia da Associação Paulista de Medicina.
Participou desde o início - desde 1973 - e fundação da Associação Internacional de Neurologia Infantil da qual foi eleito vice-presidente por duas vezes (1975, 1979).
Em 1973 foi eleito Presidente da Sociedade Latino-Americana de Neurologia Infantil.

## Lefèvre e a Neuropsicologia
A neuropsicologia clínica surgiu como um campo de grande complexidade, envolvendo avaliação detalhada de áreas específicas como a linguagem, a memória, as habilidades visuoespaciais, praxias e gnosias. Lefèvre comenta no capítulo "Exame Neuropsicológico" a localização de lesões estruturais, como a interdependência dos sinais funcionais com as lesões cerebrais pode ser detectada pela investigação neurológica, e exames complementares devendo a semiologia neurológica ser aliada a exames que ampliem a observação clínica como estudos não somente bioquímicos, eletroencefalográficos, neurorradiológicos, como psicológicos. Daí seu interesse em cursar no Rio de Janeiro, logo após sua formação como neurologista, o curso completo de psicologia. Esta formação foi que lhe trouxe a capacidade para avaliar a afasia com todos os instrumentos necessários para um exame neuropsicológico.
Sua tese em 1950 com crianças afásicas lhe trouxe a confirmação internacional de achados valiosos para compreender a linguagem estabelecendo certas regras que até hoje são respeitadas na literatura mundial. Podemos considerar que os testes utilizados em sua tese são atualmente estudados em todas as clínicas especializadas em neuropsicologia em uma tentativa fundamental de se analisar as habilidades cognitivas, como se processa o aprendizado e que áreas cerebrais estão em funcionamento. Nos comentários finais de sua tese, as conclusões consideram "os lapsos de tipo amnéstico, a nítida dissociação entre os empregos automáticos e voluntários da linguagem, estes muito mais atingidos do que aqueles, tanto na palavra falada como na escrita, sendo a grafia - forma de expressão mais voluntária do que a palavra falada - muito mais atingida - sendo que os distúrbios da grafia recuperam-se mais lentamente do que os da palavra falada. Estes achados respeitados até hoje são citados pelos maiores estudiosos da literatura internacional.
Já em 1979 continuando seus estudos da doença de Sturge-Weber relatada por Rubens Reimão e Lefèvre,  e angiomatose metamérica com sofrimento do hemisfério direito, colocava entre os exames complementares o estudo neuropsicológico que sugeria a existência de lesões difusas com predominância em áreas parietais do hemisfério direito com a confirmação dos distúrbios da praxia construtiva, fala sem melodia com prosódia deficiente, negligência do hemicorpo esquerdo, e dispraxia do vestir.

## Discípulos de Lefèvre
De 1950 a 1956 poucos estagiários procuraram a Neurologia Infantil do Prof. Lefèvre, sendo geralmente pediatras interessados na patologia neurológica da criança, mas sem formação adequada. A única a permanecer nessa fase foi Dra. Maria Irmina Valente que assim se tornou a primeira auxiliar de Lefèvre.
Enquanto isso, em 1956, Aron J. Diament iniciou seu estágio com Lefèvre, já que naquela época não havia Residência de Neurologia Infantil, sendo que de Neurologia Clínica se iniciara a pouco tempo. Em 1958 dois outros estagiários se apresentaram no Serviço de Neurologia Infantil da Divisão de Clínica Neurológica do Hospital das Clínicas da Faculdade de Medicina da Universidade de São Paulo. Dra. Libia E. Ávila que provinha da Argentina, onde estagiara com Escardó e Joelson Amado, pediatra há alguns anos no Rio de Janeiro. Livia E. Ávila se interessou no estudo da Paralisia Cerebral, tendo se dedicado à "reabilitação" com o então encarregado desse setor, o Dr. Abrão Anghinah. Joelson Amado, após três anos de estágio foi convidado pelo Prof. Roberto Melaragno para ser responsável pelo Serviço de Neurologia Infantil do Hospital do Servidor Público do Estado de São Paulo, quando este foi inaugurado.
A partir da década de 1960 o Serviço de Neurologia Infantil de Lefèvre passou a receber cada vez maior número de estagiários que pretendiam sua formação em Neurologia Infantil;  estágios estes com duração de um a três anos. No período de 1948 até 1972, 51 estagiários tiveram sua formação nesse Serviço. Assim, exemplos de alguns estagiários que hoje ocupam posições de destaque na Neurologia Infantil foram: Ivoneide Barreto de Sá Trindade; Newra Rotta; Orlando Salles; Marcio Lara Resende; Saul Cypel; Sérgio Rosemberg; Ana Maria van der Linden; Silvia Lima Lemos; Fernando Pondé e vários outros.
A instituição da Residência em Neurologia Infantil deu-se em 1972, havendo nessa época exigência mínima de 2 anos de estágio em tempo integral, sendo o programa inicial do primeiro ano semelhante ao da Residência em Neurologia Clínica. Nessa época havia Residência em Neurologia Infantil na Faculdade de Medicina de Ribeirão Preto e formação de estagiários em Neurologia Infantil na Faculdade da Pontifícia Universidade Católica do Rio de Janeiro com Olavo Nery. Após 10 anos de formação de Residentes em Neurologia Infantil, a Comissão Nacional de Residência Médica reformulou e passou a exigir pré-requisito de 1 ano, no mínimo, de Residência em Pediatria Geral (com ênfase especial para patologias gerais e de emergência) para a formação de Neurologistas Infantis.
Em 1980 os seguintes médicos eram do Serviço do Professor Lefèvre: Aron Diament, Satoe Gazal, Saul Cypel, Umbertina Conti Reed, Maria Luiza Giraldes de Manreza, Lívia Cunha Elkis, Maria Joaquina Marques Dias, Rubens Reimão, José Luiz Dias Gherpelli. Maria Irmina Valente havia se aposentado pouco tempo antes do falecimento do Prof. Lefèvre. A partir de setembro de 1981, com a morte do Prof. Lefèvre, Aron Diament assumiu a Chefia do Serviço de Neuologia Infantil.
Na década de 1980 outras Residências em Neurologia Infantil foram surgindo no Estado de São Paulo e em outros Estados, a saber, Botucatu, Escola Paulista de Medicina, Santa Casa, Campinas, Porto Alegre e Curitiba.

## Reconhecimento de Lefèvre
Em 1979, no Congresso da Associação Brasileira de Neurologia e Psiquiatria Infantil, em Salvador, na Bahia, ocorreu a primeira reunião, revisando ensinamentos de Antônio Branco Lefèvre.
Em 1984, no Congresso da Sociedade Latino-Americana de Neurologia Infantil foi criada a conferência magistral "Prof. Antônio Branco Lefèvre"; a ser proferida em todos os congressos dessa sociedade.
Em 1999, o Departamento de Neurologia da Associação Paulista de Medicina instituiu a condecoração "Antônio Branco Lefèvre" aos neurologistas com maior destaque na especialidade - instituída sob a presidência do Prof. Rubens Reimão. Além do fato de que, Antônio B., foi presidente deste departamento em 1962.
Uma escola pública adotou o nome do Prof. Antônio Branco Lefèvre, pertencente à rede de ensino na cidade de São Paulo e situa-se junto aos bairros e ao hospital em que Lefèvre atuou (Escola Municipal de Educação Infantil - EMEI- Prof. Antônio Branco Lefèvre).
O prédio do Hospital Cruz Verde, na cidade de São Paulo leva o nome de, Antônio Branco Lefèvre. O Prof. Antônio Branco Lefèvre foi um dos idealizadores de maior destaque da Associação Cruz Verde em São Paulo, dedicada ao atendimento de pacientes com Paralisia Cerebral Grave, fundada em 1959. Tal instituição contribuiu para a fundação do Hospital Cruz Verde.

## Obras
- Lange O., Lefèvre A.B. Aracnoidite espinhal luética com sintomatologia dolorosa simulando afecção gástrica. Rev Paul Med 1941;18:5-16.
- Lefèvre A. B. Convulsões infantis - sua gravidade. Arq Neuropsiquiatr 1942; 1: 53-81.
- Longo P. W., Lefèvre A. B. Considerações a propósito de cinco casos de afasia motora. Arq Neuropsiquiatr 1945; 3: 249-257.
- Lefèvre A. B. Hemi-hipertrofia corporal congênita. Arq Neuropsiquiatr 1947; 5: 359-369.
- Lefèvre A. B. Contribuição para o estudo da patologia da afasia em crianças. Tese de Doutoramento. Faculdade de Medicina da Universidade de São Paulo. São Paulo,  1950.
- Lefèvre A. B. Contribuição para a padronização do exame neurológico do recém-nascido normal. Tese de Livre-Docência. Faculdade de Medicina da Universidade de São Paulo. São Paulo, 1950.
- Tolosa A, Lefèvre A. B., Aidar O. Particularidades da apraxia fronto-calosa. Arq. Neuropsiquiatr 1950; 8:225-242.
- Lefèvre A. B. Aspectos neurológicos da poliomielite anterior aguda. Rev Paul Med 1952; 41: 163-170.
- Lefèvre, A. B. Aspectos neurológicos do trauma obstétrico. Matern Infanc 1953; 12: 169-174.
- Lefèvre A. B. Altenheim D. Armirante Penna H. Estudo comparativo do desenvolvimento psicomotor pelo método de Gesell, entre crianças asiladas e crianças mantidas em ambiente familiar. Pediatr Prat (S. Paulo) 1955; 26: 214-242.
- Lefèvre A. B., Zaclis J., Valente M. I. Tromboflebite intracraniana em criança. Confirmação diagnóstica pela sinografia. Arq Neuropsiquiatr 1955; 13: 347-350.
- Lefèvre A. B. Diagnóstico diferencial das convusões febrís. Pediatr Prat (S. Paulo) 1957; 28: 23-33.
- Lefèvre A. B. Tratamento das meningites purulentas. Rev Paul Med 1960; 14: 402-405.
- Lefèvre A. B. Particularidades da epilepsia na criança. Rev Paul Med 1962; 26:271-278.
- Canelas H. M., Lefèvre A. B., Tognola W. Fonseca L. C. Subacute sclerosing leucoencephalitis: an epidemiological, clinical and biochemical study of 31 cases. Arq Neuropsiquiatr 1967; 25: 255.
- Lefèvre A. B. Distúrbios da fala dos deficientes mentais. In Krynski S., ed. Deficiência Mental. Primeira edição. Rio de Janeiro, Atheneu, 1969.
- Wanderley E. C., Lefèvre A. B. Afasia adquirida na infância. Arq Neuropsiquiatr 1969; 27: 89.
- Lefèvre A. B. O exame neurológico da criança. In: Tolosa A., Canelas H.M., ed. Propedêutica neurológica, temas essenciais. São Paulo, Sarvier, 1971:413.
- Lefèvre A. B. Distúrbios da comunicação através da fala, escrita e leitura. In: Tolosa A., Canelas H. M., ed. Propedêutica neurológica, temas essenciais. São Paulo, Sarvier, 1971: 253.
- Lefèvre A. B. Examen neurologico evolutivo en el niño. Rev Clin Cond (México) 1971; 4: 36.
- Lefèvre A. B. Exame Neurológico Evolutivo do pré-escolar normal de 3 a 4 anos. Primeira edição. Série Monografias Pediátricas. São Paulo, Sarvier, 1972.
- Marcondes E., Machado D., Lefèvre A. B., Barros N. G., Cavallo A., Gazal S. Neuropsychomotor development ana pneumoencephalographic changes in children with severe malnutrition. J Trop Ped Environm Child Health 1973; 35: 139.
- Donghia C. A., Lefèvre A. B., Canelas H. M., Grossman R. M., Salles-Gomes L. F., Saldanha P. H. Subacute sclerosing panencephalitis in only one member of a monozygomatic twin pair. Clinical, laboratory, electroencephalographic and immunological study of both twins. J Neurol Sci 1974;21: 323-333.
- Lefèvre A. B. Classificação dos distúrbios clínicos da comunicação através da fala, escrita e leitura. Rev Bras Def Ment 1974; 4: 40-45.
- Lefèvre A. B. Afasias, apraxias e agnosias. In Tolosa A. P. M., Canelas H. M., ed. Propedêutica neurológica. São Paulo, Sarvier, 1975.
- Lefèvre A. B. Language development in malnourished children. In Lennenberg E., ed. Foundations of Language Development. A multidisciplinary approach. UNESCO. New York, Academic Press, 1975.
- Lefèvre A. B. Specificity of language retardation due to malnutrition. In Lennenberg E, ed. Foundations of Language Development. A multidisciplinary approach. UNESCO. New York, Academic Press, 1975.
- Reimão R., Lefèvre A. B. Doença de Sturge-Weber atípica associada a angiomatose metamérica. Arq Neuropsiquiatr 1979; 37: 290-302.
- Reimão R., Lefèvre A. B. Distúrbios do sono na infância. Pediatria (S. Paulo) 1980; 2: 222-229.
- Reimão R., Lefèvre A. B. Prevalence of sleep-talking in childhood. Brain Dev 1980; 2: 353-357.
- Lefèvre A. B. Desenvolvimento e patologia da comunicação pela fala na criança. In Lefèvre A. B. et al. Neurologia Infantil: semiologia + clínica + tratamento. São Paulo, Sarvier, 1980:745.
- Lefèvre B. H. Lefèvre A. B. Estudo neuropsicológico da afasia. Apresentação de um caso de criança com afasia pós-traumática. Psicologia 1980; 6: 21-45.
- Reimão R., Lefèvre A. B. Evaluation of flurazepam and placebo in sleep disorders in childhood. Arq Neuropsiquiatr 1982; 40: 1-13.
- Reimão R., Lefèvre A. B. Prevalência de bruxismo noturno na infância. Rev Hosp Clin Fac Med S Paulo 1982; 37: 228-232.
- Lefèvre B. H., Lefèvre A. B. Exame neuropsicológico. In Canelas H. M., Assis J. L., Scaff M., ed. Fisiopatologia do sistema nervoso. São Paulo, Sarvier, 1983:403-452.